# Немец, Пшемыслав
Пшемы́слав Не́мец (пол. Przemysław Niemiec; род. 11 апреля 1980 в Освенциме, Польша) — польский профессиональный шоссейный велогонщик. Победитель этапа на Вуэльте Испании 2014.

## Карьера
На международных соревнованиях дебютировал в 2002 году в составе континентальной польско-итальянской команды «Amore & Vita-Beretta». После двух лет выступления в её составе поляк перешёл в состав команды «Miche». В ней он был одной из главных звёзд команды и за 8 лет выступлений в её составе добыл более десяти побед на гонках европейского уровня. Наибольшими успехами стали победы в общем зачете Тура Словении и Тура Тосканы, а также победы на этапах престижной гонки «Джиро дель Трентино».
В 2011 году Немец покинул Miche и стал гонщиком итальянской команды высшего дивизиона «Lampre-ISD». В её составе он впервые выступил на Джиро и на Вуэльте, завершив эти гонки на 40-й и 54-й позициях соответственно.
Главным успехов во время выступлений в Lampre-Merida стало шестое место, занятое поляком на Джиро д'Италия 2013, где он чуть было не обошёл капитана своей команды Микеле Скарпони, а также дважды поднимался в тройку сильнейших по итогам горных этапов.
Главной победой в карьере стала виктория на 15-м этапе Вуэльты Испании 2014 с финальным восхождением на Логос де Кавадонга, где поляк первенствовал из раннего отрыва.

## Достижения
2003
1-й Джиро дель Медио Брента
2004
1-й GP Città di Rio Saliceto e Correggio
2005
1-й  Тур Словении
3-й этап
Джиро дель Трентино
1-й этап
2-й Рут-дю-Сюд
3-й Джиро дель Аппеннино
2006
1-й  Тур Тосканы
Рут-дю-Сюд
3-й этап
3-й Тур Словении
2008
Рут-дю-Сюд
3-й этап
2009
1-й  Рут-дю-Сюд
2-й этап
3-й Джиро дель Трентино
2-й этап
2010
2-й Неделя Коппи и Бартали
 Горная классификация
3-й этап
2-й Тур Пиреней
2-й этап
3-й Неделя Ломбардии
 Горная классификация
5-й Рут-дю-Сюд
6-й Восхождение на Наранко
10-й Гран-при Индустрия е Коммерчио ди Прато
2011
5-й Джиро дель Эмилия
5-й Джиро ди Ломбардия
6-й Гран Пьемонте
2012
4-й Гран-при Бруно Бегелли
9-й Джиро дель Аппеннино
10-й Трофео Мелинда
2013
6-й Джиро ди д'Италия
6-й Джиро дель Трентино
6-й Trofeo Serra de Tramuntana
7-й Вуэльта Каталонии
9-й Тиррено — Адратико
2014
Вуэльта Испании
15-й этап
3-й Джиро дель Трентино
5-й Тур Польши
2015
9-й Страде Бьянке
2016
Тур Турции
 Горная классификация
1-й этап
2-й Тур Хайнаня
2017
8-й Тур Турции
Вуэльта Испании
 Бойцовская премия (этап 8)

## Статистика выступлений

### Гранд-туры
| Гонка           | 2011 | 2012 | 2013 | 2014 | 2013 | 2015 | 2017 |
| --------------- | ---- | ---- | ---- | ---- | ---- | ---- | ---- |
| Джиро д'Италия  | 40   | 39   | 6    | 49   | 40   | НФ   | —    |
| Тур де Франс    | —    | —    | —    | —    | —    | 57   | —    |
| Вуэльта Испании | 54   | 15   | —    | 26   | НФ   | —    | 86   |

| —  | Не участвовал  |
| НФ | Не финишировал |